# Понте деј Санти (Авелино)
Понте деј Санти је насеље у Италији у округу Авелино, региону Кампанија.
Према процени из 2011. у насељу је живело 83 становника. Насеље се налази на надморској висини од 205 м.